# العلاقات السعودية الكويتية
العلاقات السعودية الكويتية هي العلاقات الدولية بين المملكة العربية السعودية ودولة الكويت.
كلاهما مجلس التعاون لدول الخليج العربية. تاريخيا كان هناك المنطقة السعودية الكويتية المحايدة يسكنها الصيادين، ولكن مع اكتشاف النفط، اتفق البلدان على تقسيم الأراضي، وتوصلوا إلى اتفاق في عام 1969م.
امتازت العلاقات بين البلدين بأنها وطيدة ومتينة، ويربطها مصير مشترك، كما تمتاز بأنها علاقة أخوية عوضاً عن الزيارات المتكررة في كل عام بين الوسطاء والأمراء في كِلا البلدين.
تاريخ العلاقات الكويتية السعودية يمتد إلى أكثر من قرون عديدة، وشهدت المواقف على متانة العلاقة بين الدولتين، فما بين القرن القرن التاسع عشر والقرن العشرين عندما جرت حرب بين إمارة آل رشيد وبين آل سعود ظهرت أهمية الكويت عندما أغلق الشيخ مبارك ميناء الكويت في وجه ابن رشيد مما جعل إمداده بالسلاح والعتاد والذخائر من الدولة العثمانية التي أبدى لها الطاعة والإخلاص حتى توثقت بينه وبين السلطان عبد الحميد أواصر المودة، حيث كان ابن رشيد يقدم للسلطان الخيول العربية الأصيلة، والسلطان يغدق عليه بالذهب والسلاح الذي يحتاج لوقت طويل حتى يصل نجد، وعندما استلم عبد العزيز بن متعب الرشيد الحكم، أخذ يتطلع إلى توسيع نفوذه لتشمل الكويت وكسر عزلة حائل الجغرافية وبسط سيطرته على ميناء الكويت، إلا أن الكويت وقفت موقفاً حازماً ضد إمارة آل رشيد وقامت باستضافة آل سعود في أراضيها، وكان له موقف أخوّي ومُساند للدولة السعودية إلا أن تجسدّت المواقف الأخوية بين البلدين عندما عادت الدولة إلى آل سعود، وكذا الأمر في عام 1990 في أعقاب الغزو العراقي للكويت، شاركت المملكة العربية السعودية قوات التحالف في حرب الخليج الثانية وفي حرب الخليج الثانية لطرد القوات العراقية من البلاد، وحينها قال الملك فهد كلمته الشهيرة في ذلك الوقت:
| العلاقات السعودية الكويتية | إما أن تعود الكويت، أو تروح السعودية معها. | العلاقات السعودية الكويتية |

هذه المحافل والمواقف التاريخية أدت إلى إرساء علاقات ثنائية متينة ومتميزة. ولا شك أن كلا البلدين الشقيقين بما يملكانه من مقومات سياسية أو اقتصادية كبيرة وروابط اجتماعية متميزة كل ذلك كان له أكبر الأثر في خدمة القضايا المصيرية للأمتين العربية والإسلامية إلى جانب الإسهام بكل فاعلية في الحفاظ على الأمن والسلم الدوليين. وقد برز ذلك جلياً من خلال تلك المواقف وما تبعها من تعاون مشترك في الحفاظ على أمن وسلامة منطقة الخليج. وفي ضوء ذلك نجد أن العلاقات السعودية الكويتية بما تمتاز به من خصوصية تمكنت من إحداث نقلة نوعية في مسيرتها.
وفي أول زيارة رسمية خارجية منذ توليه الحكم وصل أمير الكويت الشيخ مشعل الأحمد الجابر الصباح، والوفد الرسمي المرافق له إلى السعودية في 30 يناير 2024، ما يمثل حرصا من القيادة الكويتية على تعزيز التواصل والتشاور بين البلدين حول مستجدات الأحداث في المنطقة والقضايا ذات الاهتمام المشترك.
وفي 31 يناير 2024، أكدت السعودية والكويت، على أهمية المحافظة على أمن واستقرار منطقة البحر الأحمر واحترام حق الملاحة البحرية فيها "حفاظا على مصالح العالم أجمع"، ودعا الجانبان في بيان مشترك، صدر في ختام زيارة أمير الكويت الشيخ مشعل الأحمد الجابر الصباح للسعودية، إلى ضبط النفس وتجنب التصعيد في ظل ما تشهده المنطقة من أحداث.